# Yohei Nakamura
Yohei Nakamura（ようへい なかむら 、1979年4月12日 - ）は、日本のミュージシャン。東京都板橋区生まれ、身長175cm。血液型A型。

## 来歴
- ボーカルグループのメンバーとして2004年エスエムイーレコーズ（SME Records）よりメジャーデビュー。
- 2007年よりソロのシンガーソングライターとして活動開始
- 2007年9月1st single「Prototype」リリース、
- 2008年 7月2nd single「Prototype2」リリース
- 角川映画「アベックパンチ」主題歌に抜擢。freedomを配信限定リリース。
- 2013年アルバム 「そう悪くない日々たち」発表
- 映画、ドラマの主題歌なども担当。 関東、関西を中心に全国的にライブを展開。
- 自身の活動とともに、ボイストレーナー、 ボーカルディレクションギター/コーラスサポート、 楽曲提供、音源制作などの活動も積極的に行う。

## 人物
- 4月12日生まれ。東京都板橋区出身。
- 幼少の頃に聞いた、尾崎豊、THE BLUE HEARTSなどに影響を受け音楽を志し、ロックスターを目指す。
- 高校よりバンド活動を行い大学３年生の時、応募した某カウントダウンTVシンガーソングライターオーディションで幸運にもファイナリストになり前々音楽事務所に所属。4人組ボーカルグループとして活動開始。
- 2004年、エスエムイーレコーズ（SME Records）よりメジャーデビューするも2007年解散。「俺はまだ音楽でやり残したことがある」という言葉をキーワードにソロシンガーとして活動開始。

### シングル
| 枚       | 発売日    | タイトル                         |
| -------- | --------- | -------------------------------- |
| 1st      | 2007年9月 | Prototype                        |
| 2nd      | 2008年7月 | Prototype2                       |
| 限定配信 | 2011年6月 | Freedom-フリーダム-feat.水崎綾女 |

### アルバム
| 枚  | 発売日    | タイトル             |
| --- | --------- | -------------------- |
| 1st | 2013年3月 | そう悪くない日々たち |

## vocal power
vocal power（ボーカルパワー）は、Yohei Nakamuraを加えたそれぞれがソロで活躍するアーティスト10人からなる日本のクリエイティブボーカルグループ。
2014年9月より活動を開始し、1年で60曲以上の楽曲を製作している。2016年1月27日、ユニバーサルミュージックより、メジャーデビュー。

### メンバー
- しげる（THE NEUTRAL）
- 木谷 雅（sacra）
- 本多 哲郎（唄人羽）
- ナカノアツシ（GRAND COLOR STONE）
- 井ノ上 リュウヤ（フリーウェイハイハイ）
- yukari（MinxZone）
- 塚田 哲夫（GUN-GRU-OWN）
- Yohei Nakamura（10000 Promises.）
- 石橋 沙弥香（MUSIQUA）
- CHAPA

### CD
- 『vocal power』（ユニバーサルミュージック、2016/01/27発売） [1]

## その他の音楽活動

### 参加楽曲
- 榊原徹士
  - 「鳴り響くスタートライン」（2014年、作詞・作曲・アレンジ）
- vocal power
  - 「星を見上げながら」（作曲・アレンジ）
- vocal power
  - 「Life is music」（作曲・アレンジ）
- 新選組リアン・ 榊原徹士
  - （楽曲提供）
- 新選組リアン・ fumika・ 光永泰一朗・ 榊原徹士
  - （ギター・コーラスサポート）

## タイアップ一覧
| 楽曲                             | タイアップ                                          |
| -------------------------------- | --------------------------------------------------- |
| Believe in yourself              | 映画『神話の国の子どもたち』挿入歌（2015年3月）     |
| 答えのない日々達へ -Yな日常-     | ドラマ『もっと熱いぞ!猫ヶ谷!!』主題歌（2011年10月） |
| Freedom-フリーダム-feat.水崎綾女 | 映画『アベックパンチ』主題歌（2011年6月）           |

### ラジオ番組
- 『Yohei Nakamuraの真夜中のY談』パーソナリティー(エフエム富士、2009年3月 - 2012年6月）